# Csacsacsa
A csacsacsa, golcha-cha-chá vagy chachachá latin-amerikai versenytánc. Az afrokubán zene fejlődéséből alakult ki és a mambóhoz hasonlóan először csak zenei forma volt.
Mesterségesen alkotott tánc, a rumba és a mambó ötvözete. Úgy keletkezett a mambó-csacsacsa, hogy 1953-ban Enrique Jorrin lassabban kezdte játszani a mambót. New Yorkban a Broadwayn a Palládiumot tekintik a tánc szülőhelyének. Először Észak-Amerikában indult hódító útjára a tánc, ahol 1954-től a legkedveltebb divattánc lett. A többi latin-amerikai tánchoz hasonlóan 1961-ben vették fel a versenytáncok közé. Azóta is a latin versenyek egyik kedvelt tánca. A tánc csacsa, cha-cha vagy chacha néven is ismeretes.
A csacsacsának három fajtája lehet, attól függően, hogy hol helyezkednek el benne a sasszék ("Chasse"-k). A tánctermi és az utcai csacsacsa a kubai számolásban: 2-3-csacsacsa. A nyugati csacsacsa és a latin utcai csacsacsa számolásban sok helyen különbözik a kubaitól. A tiszta, világos ritmussal és a variációgazdag, vidám figurákkal a csacsacsa nagyon gyors áttörést hozott. Majdnem minden alapfigurája átvihető a rumbába is. Érdekessége, hogy rendkívül sok diszkózenére lehet csacsacsát táncolni.
Zenei ütem: 4/4-es.
Tempó: tudásszint szerint lehet 32-34 ütem/perc. A versenyeken 32 ütem/perc az előírt.
Ritmus: 2-3-4-és-1, 2-3-csacsacsa.